# Michel Corbin
Michel Corbin SJ (* 7. September 1936) ist ein französischer römisch-katholischer Geistlicher, Theologe, Jesuit und Autor.

## Leben und Werk
Michel Corbin begann 1954 ein Studium an der École polytechnique, wechselte 1957 in die Gesellschaft Jesu und wurde 1966 zum Priester geweiht. 1972 verteidigte er an der Sorbonne die Thèse L'Intelligence de la foi. Problématique de la théologie spéculative chez Thomas d'Aquin (erschienen unter dem Titel Le Chemin de la théologie chez Thomas d'Aquin. Beauchesne, Paris 1974). Daneben ist er Doktor der Theologie.
Ab 1968 lehrte Corbin am Institut Catholique de Paris und an der jesuitischen Privatuniversität Centre Sèvres. Er veröffentlichte zahlreiche Bücher über die Kirchenväter Augustinus von Hippo, Gregor von Nyssa, Basilius der Große, Kyrill von Jerusalem und Hilarius von Poitiers und über die Zisterzienser Bernhard von Clairvaux und Wilhelm von Saint-Thierry. Am engsten ist sein Name mit dem Kirchenvater Anselm von Canterbury verbunden, dessen französische Gesamtausgabe er leitete und dem er mehrere Monographien widmete. Seine Interpretation Anselms ist von René Girard und Emmanuel Levinas inspiriert. Theologisch steht im Zentrum von Corbins Forschung die Dreifaltigkeit Gottes. Corbin sammelte seine Predigten in insgesamt 7 Bänden. Die meisten seiner Bücher erscheinen im Verlag Éditions du Cerf.

## Werke

### Über Anselm von Canterbury
- 4 études sur l'œuvre d'Anselme de Cantorbéry. Institut catholique de Paris, Paris 1980.
- 5 études sur l'œuvre d'Anselme de Cantorbéry. Institut catholique de Paris, Paris 1984.
- La Pâque de Dieu. Quatre études sur saint Anselme de Cantorbéry. Cerf, Paris 1997.
- Saint Anselme. Cerf, Paris 2004.
- Espérer pour tous. Cerf, Paris 2006.
- La grâce et la liberté. Augustin et Anselme. Cerf, Paris 2012.
- La contemplation de Dieu. Lecture du "Monologion" et du "Proslogion" de saint Anselme du Bec. Cerf, Paris 2014, 2017.

### Werkausgabe des Anselm von Canterbury
- (Hrsg.) L'oeuvre d'Anselme de Cantorbéry. Cerf, Paris 1986. (Lateinisch-Französisch)
  - Monologion. 1986.
  - Le grammairien. De la vérité. La liberté du choix. La chute du diable. 1987.
  - Lettre sur l'incarnation du Verbe. Pourquoi un Dieu-homme. 1988.
  - Sur l'accord de la prescience, de la prédestination et de la grâce de Dieu avec le libre choix. 1989.
  - La Conception virginale et le péché originel. La procession du Saint-Esprit. Lettres sur les sacrements de l'Église. Du pouvoir et de l'impuissance. 1990.
  - Prière et raison de la foi. Introduction à l'oeuvre de S. Anselme de Cantorbéry. 1992.
  - Histoire des temps nouveaux en Angleterre. Vie de saint Anselme. 1994.
  - Correspondance. Lettres 1 à 147. Priorat et abbatiat au Bec. Cerf, Paris 2004.

### Über Gregor von Nyssa, Basilius den Großen, Cyrill von Jerusalem und Hilarius von Poitiers
- La "Vie de Moïse" selon Grégoire de Nysse. Cerf, Paris 2008.
- Une catéchèse pascale de saint Grégoire de Nysse. Cerf, Paris 2015, 2018.
- Les homélies de Grégoire de Nysse sur le "Cantique". Cerf, Paris 2018.
- L'Esprit-Saint chez Basile de Césarée. Cerf, Paris 2010.
- Les catéchèses baptismales de saint Cyrille de Jérusalem. Lessius, Brüssel 2011.
- Saint Hilaire de Poitiers. Cerf, Paris 2016.
- La Trinité selon saint Hilaire de Poitiers. 2 Bde. Cerf, Paris 2016–2017.

### Über Bernhard von Clairvaux und Wilhelm von Saint-Thierry
- La grâce et la liberté chez saint Bernard de Clairvaux. Cerf, Paris 2002.
- L'itinéraire intérieur de Guillaume de Saint-Thierry. Essai sur "L'énigme de la foi", 1143. Cerf, Paris 2019.
- Le Livre de saint Bernard sur l’amour. Editions du Cerf, Paris 2019.

### Gesammelte Predigten
- L'entre-temps. 3 Bde. Cerf, Paris 1992–1994.
- Louange et veille. 4 Bde. Cerf, Paris 2009–2015.
  - Homélies pour le temps de Noël et de l'Épiphanie. 2009.
  - Homélies pour le temps de Pâques. 2011.
  - Homélies pour le temps ordinaire. 7e au 20e dimanche. 2015.
  - Homélies pour le temps ordinaire. 21e au 34e dimanche. 2015.

### Weitere Werke
- Essai sur le mystère trinitaire. Institut catholique de Paris, Paris 1980.
- L'Inouï de Dieu. Six études christologiques. Desclée De Brouwer, Paris 1981.
- La Trinité ou L'excès de Dieu. Cerf, Paris 1997.
- La paternité de Dieu. Cerf, Paris 1998.
- Résurrection et nativité. Lecture théologique de Jean 20, 1–31. Cerf, Paris 2002.
- La doctrine augustinienne de la Trinité. Cerf, Paris 2016. (Prix Biguet 2017 der Académie française)

### Beiträge zur ZeitschriftChristus
Christus 72, 1971. 79, 1973. 88, 1975. 93, 1977. 98, 1978. 116, 1982. 133, 1987. 174, 1997. 193, 2002.